# 여신강림 (드라마)
여신강림(女神降臨)은 2020년 12월 9일부터 2021년 2월 4일까지 방송된 tvN 수목 드라마로 웹툰《여신강림》의 드라마 버전이다.

## 기획 의도
외모 콤플렉스를 가지고 있었지만 메이크업을 통해 여신이 된 주경이와 남모를 상처를 간직한 수호를 만나 서로의 비밀을 공유하며 아픔을 딛고 함께 성장해 나가는 자신감 회복 로맨스 코미디 드라마.
- 어른들은 말한다.

열여덟.. 존재 자체만으로도 반짝반짝 빛나는 나이라고.
그러나 현실은 존재만으로는 절대 빛날 수 없다.
얼평에서 자유로울 수 없는 학교라는 작은 공간에서는 더더욱.
못생겼다는 이유로 왕따를 당한 한 소녀, 주경이 있다.
외모로 구분 지어진 안과 밖의 경계에서 철저하게 아웃당한 주경은
존재를 인정받기 위해 메이크업이란 마법! 을 통해 여신으로 변신한다.
그런데.. 왜 행복하지 않지?
그들이 사랑하는 나는 화장으로 곱게 빚어낸 나이기 때문에
화장 전의 나는 모두에게 미움받던 나이기 때문에
그렇기에 이 이야기는 사랑받기 위해 필사적으로 쌩얼을 감출 수밖에 없는
열여덟 소녀의 처절하고도 눈물겨운 민낯 철통보안&여신생존기라 할 수 있겠다.
웃픈 비밀을 지닌 이 소녀가 자신만큼이나 깊은 마음속 상처를 지닌 한 소년을 만난다.
위로하고 위로받으며.. 사랑하고.. 또 사랑받으며.
겁먹고 도망쳤던 세상에 다시 나아갈 용기를 얻는다.
유쾌하고 따뜻한. 가슴 떨리고, 때론 가슴 아픈 이 이야기를 통해
자존감 제로였던 이 소녀가 자신의 'before'와 'after' 모두를 사랑하게 되는!
얼평하는 아이들 앞에서 더 이상 고개 숙이지 않는!
사랑 앞에서도 주춤하지 않고 당당한!
자존감 충만한 소녀로 성장하는 모습을 보여주고 싶다.

## 등장 인물

### 주요 인물
- 문가영 : 임주경 역 (아역: 이고은) - 전 학교에서 외모로 왕따를 당했지만 메이크업을 열심히 연습하고 반복해 여신이 되었음. 재필과 현숙의 둘째 딸, 예쁜 얼굴 속 쌩얼을 숨기고 있음. 희경의 여동생, 주영의 둘째 누나. 수호의 연인.
- 차은우 : 이수호 역 (아역: 이승우) - 잘생긴 외모, 은근 멍뭉미, 완벽한 피지컬, 공부까지 잘 하는 새봄고 2개의 탑 수호신. 주헌의 아들, 죽은 세연의 친구. 세연을 자신이 죽인 거라는 죄책감에 빠져있었다. 아버지 주헌이 미국에서 뇌출혈로 수술하게 되자 미국으로 떠났다. 세연과 곡 작업을 할 때 예명은 레오이다. 주경의 연인.
- 황인엽 : 한서준 역 - 매력적인 외모, 고양이 상, 모델 핏 피지컬. 새봄고 2개의 탑 거친 야생마 한서준. 미향의 아들, 고운의 오빠, 수호와 죽은 세연의 친구.
- 박유나 : 강수진 역 - 화장, 보정, 어플 따위는 필요 없는 새봄고의 원조 쌩얼 여신. 집안까지 좋은 금수저. 아빠에 대한 트라우마가 있다. 수호와는 10년 지기 친구. 주경과 수아의 절친이었지만 수호를 좋아해서 주경이가 수호와 헤어지길 원했다. 대숲에 사진을 올리는 것과 함께 혜민을 주경에게 소개하고, 박새미 무리에게서 용파고 만두셔틀 시절 주경의 사진과 영상을 받아 주경과 수호의 연애 사실과 함께 용파고 왕따 시절의 사진을 대숲에 제보했다. 그러나, 화장실에서 수진의 이야기를 들었다는 글이 대숲에 올라와 전교생 앞에서 망신을 당하고 2년뒤 주경에게 사과한다.

### 임주경 주변 인물
- 장혜진 : 홍현숙 역 - 희경 & 주경 & 주영의 어머니, 판도라 샵 사장. 15년 동안 판도라 샵을 운영하며 동네 아줌마들을 꽉 잡고 있는 반영구계의 큰손. 재필의 아내.
- 박호산 : 임재필 역 - 희경 & 주경 & 주영의 아버지,잘생긴 미모로 동네 주민들의 관심을 독차지한다 , 현숙의 남편이다.
- 임세미 : 임희경 역 (아역 윤서아) - 재필과 현숙의 첫째 딸, 무브 엔터테인먼트 신인 개발 팀 직원. 주경의 언니. 주영의 첫째 누나. 준우의 아내이다.
- 김민기 : 임주영 역 - 희경과 주경의 남동생, 전교 1등도 해 본 똑똑한 머리, 잘생긴 외모, 재필과 현숙의 아들. 둘째 누나인 주경과 자주 싸우지만, 뒤에선 남몰래 누나를 챙기는 남동생. 집안의 3대 독자. 고운이를 짝사랑하고 있다.

### 이수호 주변 인물
- 정준호 : 이주헌 역 - 수호의 아버지, 탑배우. 무브 엔터테인먼트 전 대표. 20살 데뷔 직후부터 지금까지 꾸준히 톱 스타 자리를 유지하고 있는 부드러운 이미지의 대한민국 대표 배우. 원조 한류 스타. 뇌출혈로 쓰러졌었다.

### 한서준 주변 인물
- 박현정 : 이미향 역 - 서준과 고운의 어머니, 딸 한고운을 낳고 나서 얼마 안 되어서 남편을 교통 사고로 잃었다. 보험 설계사. 현숙의 직장 동료.
- 여주하 : 한고운 역 - 미향의 딸, 서준의 여동생. 뮤지컬 배우가 꿈인 17세 여고생. 노래 부르는 게 좋아서 합창부에 들어갔다. 강단 있는 성격. 괴롭힘을 당하고 있었는데 주경이가 도와줘서 주경이에게 의지하고 있다. 주영과 썸 탄다.

### 수진네 가족
- 서상원 : 강준혁 역 - 수진의 아버지. 수대학병원 외과 과장. 주헌의 아내가 암투병을 할 때 주치의다. 수진이 전교 1등 점수를 못 받아오면 서슴없이 폭력을 가한다.
- 유담연 : 김지연 역 - 수진의 어머니. 늘 강압적인 남편의 기에 눌려있다. 딸 수진이 안쓰럽기도 하지만 남편 눈치를 보며 수진에게 채찍질을 해왔다.

### 새봄고 인물들

#### 새봄고 선생님
- 오의식 : 한준우 역 - 2학년 5반 담임, 문학 교사. 오래된 책과 레코드 판을 사랑하는 감성 문학 선생님. 희경의 남편.
- 김병춘 : 새봄고 교감 역 - 늘 학교의 발전과 품위를 걱정하며 유명 인사를 좋아하는 선생님.
- 안상우 : 학생 주임 선생님 역 - 엄할 땐 무섭지만 의외로 헐렁하고 친근하다.
- 김재화 : 음악 선생님 역 - 우아하고 세련미 넘친다. 합창부를 담당하고 있다.
- 안소림: 과학 선생님 역 - 4차원 매력을 갖고 있다. 몰래 한준우 선생님을 짝사랑하고 있다.
- 송훈 : 한국사 선생님 역 - 80년대 패션 스타일.
- 이선영 : 수학 선생님 역
- 한상조 : 체육 선생님 역

#### 새봄고 학생들
- 강민아 : 최수아 역 - 미친 친화력 , 최수아가 아니라 최수다로 불릴 만큼 투머치 토커. 저세상 텐션의 소유자. 태훈의 연인.
- 이일준 : 유태훈 역 - 성적도, 외모도, 키도 딱 평균 언저리에서 왔다 갔다 하는 평범남. 수아의 연인.
- 이상진 : 안현규 역 - 시현의 남자친구
- 이우제 : 김초롱 역 - 서준의 단순 무식 의리 남. 혜민의 남자친구.
- 김현지 : 김시현 역 - 새봄고 가십과 소문에 빠삭하며 남 이야기에 관심 많은 18세 여고생, 현규의 여자친구
- 이주안 : 최만식 역 - 서준의 친구, 초롱 패거리
- 최이선 : 호진웅 역 - 서준의 친구, 초롱 패거리
- 한명환 : 김건우 역 - 서준의 친구, 초롱 패거리
- 이수민 : 이하준 역 - 서준의 친구, 초롱 패거리
- 박현우 : 이지훈 역 - 서준의 친구, 초롱 패거리
- 조상연 : 박성녕 역 - 서준의 친구, 초롱 패거리
- 김차윤 : 이서온 역-대장(패거리)
- 최영서 : 유지은 역-리더(패거리)
- 최혜인 : 유희은 역-하군(패거리)
- 한이영 : 하지영 역-반장(패거리)
- 이경진 : 박주희 역-부반장(패거리)
- 이선영 : 김지윤 역-하군(패거리)
- 김명지 : 진희정 역 - 고운을 괴롭히는 새봄고 1학년 합창단 패기 반장, 새봄고 대숲 관리자이며, 주경과 수호의 연애 사실과 용파고 왕따였다는 제보를 거르지 않고 올렸다.

### 용파고 학생들
- 신재휘 : 이성용 역 - 용파고 일진, 서준에게 앙금이 남아있는 인물
- 전혜원 : 박새미 역 - 용파고 여신, 주경이 용파고 다니던 시절 왕따를 주도 했고, 전학을 가자 주혜민을 괴롭힌다.
- 오유진 : 주혜민 역 - 주경이 전학 간 이후 왕따를 당하는 인물, 주경의 비밀을 다 알고 있다. 새봄고로 전학 와서도 새미에게 이용을 당한다. 초롱의 여자친구.
- 서혜원 : 박지희 역
- 김률하 : 김가영 역
- 황정하 : 변준혁 역

### 그외 인물
- 임현성 : 왕자 만화방 사장 역
- 김정학 : 오 이사 역 - 무브 엔터테인먼트 이사, 대표인 이주헌의 의지와는 상관없이 열애설을 덮기 위해 세연을 학폭으로 몰아세운 장본인
- 박영수 : 콜럼버스 박 역
- 한지안
- 최경민
- 오유진
- 홍하나임

### 특별 출연
- 찬희 : 정세연 역 - 수호와 서준의 친구. 학교 폭력 가해자 루머 때문에 악플에 시달리다 아파트 옥상에서 자살해 세상을 떠났다.
- 이태리: 왕현빈 역 - 용파고 급식실 영양사. 주경이 예전에 짝사랑하던 남자.
- 고우리 : 셀레나 역 - 주경이 좋아하는 뷰티 크리에이터.
- 김혜윤 : 은단오 역 - 영화 관람 하는 커플
- 이재욱 : 백경 역 - 영화 관람 하는 커플
- 정건주 : 류형진 역 - 선일고 야구 에이스. 주경에게 첫눈에 반했다.
- 김재욱 : MC재롱 역 - 레크레이션 강사.
- 우현 : 캠핑장 관리인 역
- 김영대 : 오남주 역
- 이한위 : 성형외과 의사 역
- 다영 : 채니 역 - 서준을 만나게 해 달라고 주경이에게 조르는 스타. 주경이 서준과 한 메시지를 보자 서준에게 차인다.

## 시청률
최저 시청률과 최고 시청률은 시청률 조사회사와 지역별로 시청률에 차이가 있을 수 있습니다.
| 2020년      | 2020년      | 2020년         | 2020년       |
| 회차        | 방송일      | AGB 시청률     | AGB 시청률   |
| 회차        | 방송일      | 대한민국(전국) | 서울(수도권) |
| ----------- | ----------- | -------------- | ------------ |
| 제1회       | 12월 9일    | 3.573%         | 4.056%       |
| 제2회       | 12월 10일   | 3.626%         | 3.963%       |
| 제3회       | 12월 16일   | 3.813%         | 4.711%       |
| 제4회       | 12월 17일   | 3.586%         | 3.824%       |
| 제5회       | 12월 23일   | 3.859%         | 4.293%       |
| 제6회       | 12월 24일   | 3.333%         | 3.724%       |
| 2021년      |             |                |              |
| 제7회       | 1월 6일     | 3.892%         | 4.198%       |
| 제8회       | 1월 7일     | 2.909%         | 3.003%       |
| 제9회       | 1월 13일    | 4.265%         | 4.938%       |
| 제10회      | 1월 14일    | 3.411%         | 3.870%       |
| 제11회      | 1월 20일    | 3.850%         | 4.303%       |
| 제12회      | 1월 21일    | 3.418%         | 4.069%       |
| 제13회      | 1월 27일    | 4.000%         | 4.547%       |
| 제14회      | 1월 28일    | 4.125%         | 4.802%       |
| 제15회      | 2월 3일     | 4.579%         | 5.371%       |
| 제16회      | 2월 4일     | 4.458%         | 5.087%       |
| 평균 시청률 | 평균 시청률 | 3.794%         | 4.297%       |

## 촬영지
- 연세대학교
- 중앙고등학교
- 광양 느랭이골 글램핑장
- 신일비즈니스고등학교

## 참고사항
- 신재휘와 김명지는 2019년에 방송된 OCN 수목드라마 《미스터 기간제》 이후로 1년만에 재회하는 작품이다.

## 같이 보기
- 대한민국의 텔레비전 드라마 목록 (ㅇ)
- 2020년 대한민국의 텔레비전 드라마 목록
- 여신강림 (웹툰)